# Wintersky
Wintersky е демо албум на Ezayah, издаден през 2005 година.

## Изпълнители
- Емрах Карадаг[3]

## Списък на песните
1. Gaia! Stop This Pain – 4:05
2. Year Zero – 4:39
3. Wintersky – 2:57
4. Far Beyond – 5:00
5. Harmonies I Whisper – 4:27